# Примарне обличчя
Примарне обличчя (англ. Ghostface, вимовляється як Ґоустфейс) — персонаж серії молодіжних фільмів-жахів «Крик», створений Весом Крейвеном і Кевіном Вільямсоном. Є головним антагоністом франшизи. Один з найвідоміших серійних вбивць в історії кіно.

## Особливості
За маскою вбивці в кожній частині ховаються різні люди і мотиви, але всі вони переслідують головну мету — вбити Сідні Прескотт. Типовою зброєю Гоустфейса є мисливський ніж. У кожному фільмі маніяка в розмовах по телефону озвучив актор Роджер Джексон.
Зовнішній вигляд маски заснований на картині «Крик» художника Едварда Мунка.
Інтернет-видання IGN помістило Примарне обличчя на 19-те місце у своєму списку «25 найкращих лиходіїв фільмів жахів».

## Відеоігри
- Scre4m (Android, iOS) — 2011 рік
- Dead by Daylight (ПК, Xbox One, PS4) — 2019 рік